# Disney XD (Stany Zjednoczone)
Disney XD – stacja telewizyjna ze Stanów Zjednoczonych należąca do Disneya emitująca głównie seriale dziecięce. Oprócz tego zajmuje się produkcją własnych seriali i filmów. Wystartowała 13 lutego 2009 zastępując Toon Disney i Jetix. Jest adresowana głównie do chłopców w wieku 6 do 14 lat. Po jej sukcesie postanowiono dokonać rebrandingu Jetixu w Europie na Disney XD, a pierwszym takim krajem była Francja (1 kwietnia 2009). Polski Jetix został zmieniony w Disney XD 19 września 2009 roku. Amerykańska wersja jest również dostępna w wersji HD, a do wyboru jest dźwięk angielski i hiszpański.

## Obecne programy

### Oryginalne produkcje

#### Fabularne
- Kirby Buckets (20 października 2014)
- Oddział specjalny (7 października 2013)
- Szczury laboratoryjne (27 lutego 2012)
- Z kopyta (13 czerwca 2011)

#### Animowane
- Randy Cunningham: Nastoletni ninja (17 września 2012)
- 7K (7 lipca 2014)
- Star Wars: Rebelianci (13 października 2014)
- Penn Zero – bohater na pół etatu (5 grudnia 2014)
- Kacze opowieści (12 sierpnia 2017)

### Disney Channel
- Akwalans
- Fineasz i Ferb
- Kim Kolwiek
- Wodogrzmoty Małe
- W tę i nazad

#### Marvel Universe
- Mega Spider-Man'
- Avengers: Zjednoczeni
- Hulk i agenci M.I.A.Z.G.I.